# Obersovszky Péter
Obersovszky Péter (Budapest, 1960. február 17. – Budapest, 2015. május 31.) magyar újságíró, riporter, műsorvezető, Obersovszky Gyula író, költő unokaöccse.

## Pályája
1986-tól dolgozott a médiában. Először a Kossuth Rádió Krónikájának, majd az Egyenleg és a Hét című műsoroknak volt a munkatársa, utóbbinak szerkesztő riportere és 1994-től 1995-ig főszerkesztője volt. Később a TV2-nél és az Infórádiónál is dolgozott. 2004-ben indította útjára a Krónika délbent, a Klubrádió hírműsorát, ezzel egyidejűleg a Magyar Televízió Élesben című vitaműsorát is vezette. Főszerkesztője és műsorvezetője az Echo TV Tabuk nélkül és Heti mérleg című műsorának. 2012 márciusában nagy botrány okozott Schmitt Pál akkori köztársasági elnökkel készült interjúja, amit annak plágiumügye kapcsán készített. Haláláig a Magyar Televíziónál és a Kossuth Rádiónál volt műsorvezető.
2015 májusának legvégén, hosszan tartó betegsége után hunyt el.

## Könyvei
- Öljétek meg Tévémacit! (Ponty, 2005)
- Cukorfalat (Ponty, 2005)
- A haverok (Medina Lumina, 2006)
- Csukjátok le Tévémacit! (Zulager Kiadó, 2008)